# 15267 Kolyma
15267 Kolyma è un asteroide della fascia principale. Scoperto nel 1990, presenta un'orbita caratterizzata da un semiasse maggiore pari a 2,3994899 UA e da un'eccentricità di 0,2282435, inclinata di 12,84065° rispetto all'eclittica.